# Konstancia
A Konstancia a Konstantin férfinév női párja.

## Rokon nevek
- Konstantina:[1] szintén a Konstantin férfinév női párja.[2]

## Gyakorisága
Az 1990-es években a Konstancia és a Konstantina egyaránt szórványos név, a 2000-es években nem szerepelnek a 100 leggyakoribb női név között.

## Névnapok
Konstancia, Konstantina
- szeptember 19.[2]

## Híres Konstanciák, Konstantinák
- Aragóniai Konstancia, magyar királyné, Imre király felesége
- Boldog Konstancia magyar királyi hercegnő
- Kasztíliai Konstancia, Franciaország királynéja
- Konstancia, magyar hercegnő, III. Béla leánya, I. Ottokár cseh király felesége
- Konstancia, magyar hercegnő, IV. Béla leánya